# Suur väin
Suur väin (česky Velký průliv) je průliv oddělující ostrov Muhu od pevninské části Estonska a spojující východní část Průlivového moře s Rižským zálivem.
V průlivu se nachází řada malých ostrovů a ostrůvků, největší z nich je Kesselaid.